# Feast (The Creatures)
| Recensione    | Giudizio |
| ------------- | -------- |
| AllMusic      |          |
| Record Mirror |          |

Feast è il primo album del duo inglese voce-batteria The Creatures, pubblicato il 20 maggio 1983.

## Il disco
I Creatures, gruppo formato dalla cantante e dal batterista di Siouxsie and the Banshees, Siouxsie Sioux e Budgie, erano nati nel 1981 e avevano pubblicato un EP, Wild Things. Nel 1983,  fra l'uscita degli album dei Banshees A Kiss in the Dreamhouse e Nocturne, i Creatures registrarono e pubblicarono il loro primo album di studio completo, che raggiunse la posizione n. 17 delle classifiche britanniche. Il critico Ned Raggett l'ha descritto come "una lussureggiante, esperienza tropicale".
Con il loro primo album, la band ha abbracciato l'exotica, tra cui "onde che si infrangono sulle spiagge", "effetti sonori trovati dalla natura" e canti in lingua hawaiana locale. Il duo decise di scegliere il posto dove registrare le canzoni prendendo a caso un punto su una mappa: il risultato furono lo stato americano delle Hawaii, e questa scelta si riflette in alcuni pezzi come Inoa'Ole (che significa "Senza nome" in lingua hawaiana), Gecko, Festival Of Colours e A Strutting Rooster.
Ice House era ispirata a un dramma televisivo, Dancing on Glass è basata su un musical indiano e il particolare suono che si sente è dato da Siouxsie e Budgie che ballano con scarpe pesanti su specchi rotti. I singoli Miss the Girl (ispirato al romanzo Crash di J. G. Ballard) e Right Now (cover di una canzone di Mel Tormé) raggiunsero rispettivamente il n. 21 e il n. 14 (fu il singolo dei Creatures di maggior successo in assoluto) delle classifiche.
Feast è stato completamente rimasterizzato nel 1997 e ristampato come parte della raccolta A Bestiary Of.

## Tracce
Testi di Sioux, musiche dei Creatures, tranne ove indicato.
Lato 1
1. Morning Dawning - 4:00
2. Inoa 'Ole - 3:49
3. Ice House - 2:48
4. Dancing on Glass - 2:15
5. Gecko - 3:49

Lato 2
1. Sky Train - 3:14
2. Festival of Colours - 3:33
3. Miss the Girl - 2:37
4. A Strutting Rooster - 5:05 (trad. arr. da The Creatures)
5. Flesh - 4:27

## Formazione
- Siouxsie Sioux - voce
- Budgie - tutti gli strumenti

### Altri musicisti
- The Lamalani Hula Academy Hawaiian Chanters - coro